# Oborniki Wielkopolskie Miasto
Oborniki Wielkopolskie Miasto – przystanek kolejowy w centrum Obornik, w województwie wielkopolskim, w Polsce, leżący na linii kolejowej nr 354 Poznań POD – Piła Główna. Według klasyfikacji PKP ma kategorię dworca regionalnego.

## Ruch pasażerski
| Rok  | Wymiana pasażerska na dobę |
| ---- | -------------------------- |
| 2017 | 500-699                    |
| 2022 | 1 100                      |
| 2023 | 1 300                      |